# Franciszek Kołkowski
Franciszek Kołkowski (ur. 4 września 1883 w Sędziszowie koło Jędrzejowa, zm. 29 maja 1946) – działacz PPS, KPP i PPR.
1904–1925 pracował w zagłębiowskich kopalniach, następnie w hucie cynku w Będzinie. Od 1905 członek PPS, uczestnik rewolucji 1905–1907, a od 1918 działacz KPP. Sekretarz Komitetu Dzielnicowego (KD) KPP w Dąbrowie Górniczej i jeden z najaktywniejszych działaczy komunistycznych w tym mieście. W 1930 kandydował do sejmu z listy "Jedność Robotniczo-Chłopska". Działacz związków zawodowych, organizował strajki, za co został zwolniony z pracy. Był na kilka miesięcy aresztowany za działalność komunistyczną. Podczas okupacji hitlerowskiej wstąpił do PPR, organizował sabotaż i został członkiem konspiracyjnej Miejskiej Rady Narodowej w Dąbrowie Górniczej. Od 1945 pracował w Zarządzie Miejskim; był też członkiem Komitetu Miejskiego PPR i członkiem Miejskiej Rady Narodowej; w związku z tymi funkcjami organizował administrację komunistyczną i "utrwalał władzę ludową". Był żonaty, miał troje dzieci.